# Rheumaptera hastata
Mélanippe hastée, Hachée
Espèce
La Mélanippe hastée ou la Hachée (Rheumaptera hastata) est une espèce de lépidoptères (papillons) à distribution holarctique, appartenant à la famille des Geometridae. Les imagos ont des motifs noirs et blancs caractéristiques. 

## Distribution
L'espèce est présente dans la majeure partie de l'Europe. Son aire de distribution s'étend à travers l'Asie du Nord jusqu'à Extrême-Orient russe, une grande partie de la Chine et au Japon. 
Elle est également présente dans de grandes parties de l'Amérique du Nord. 

## Description

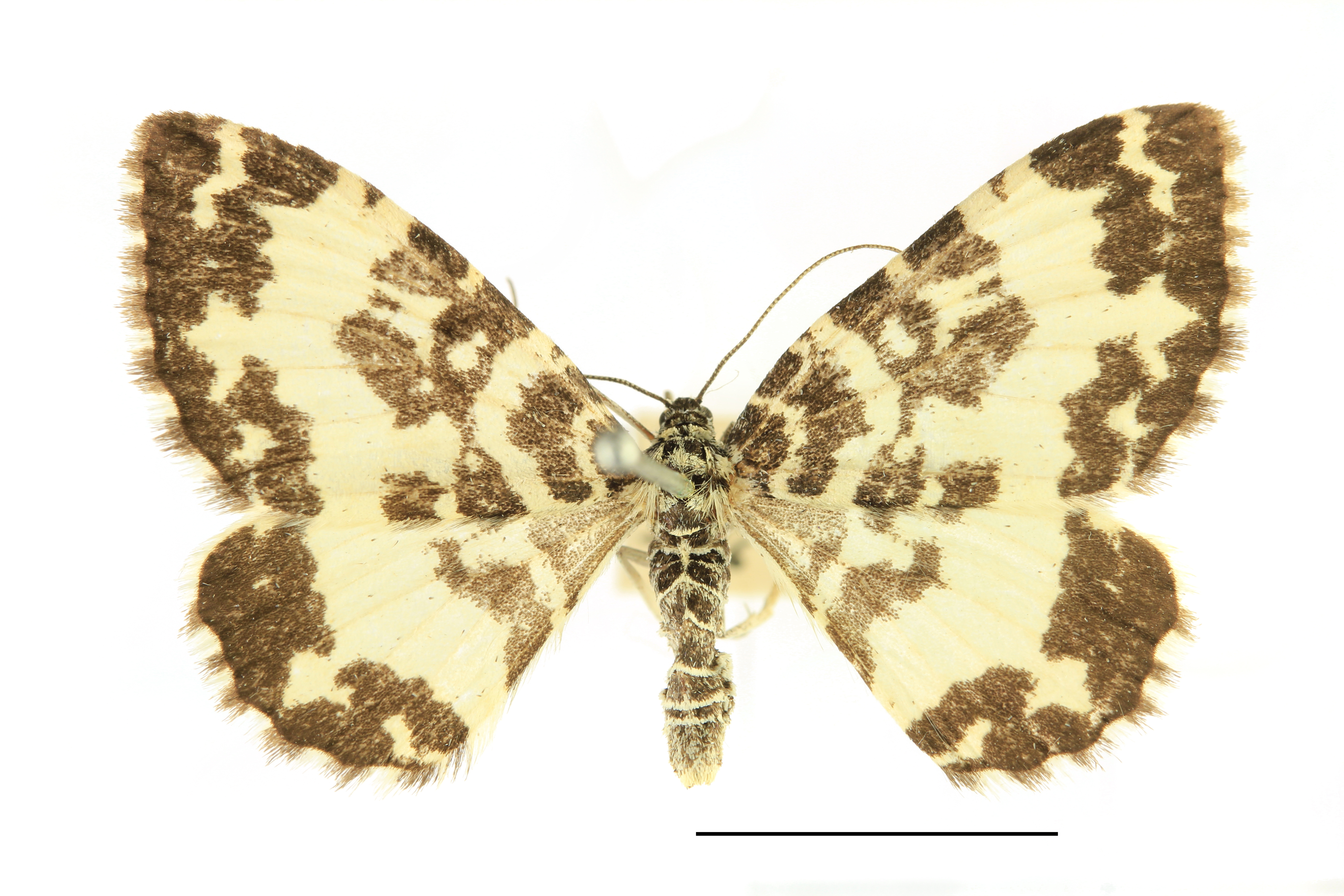
Spécimen étalé.

Les ailes ont une couleur de fond noire avec des motifs blancs variables. Il est typique d'avoir une bande postmédiane blanche large et une ligne basale plus étroite. La zone médiane sombre est traversée par des taches blanches, qui peuvent être continues. La large bande postmédiane blanche contient généralement une rangée de points noirs. Dans l'aire submarginale noire se trouve une ligne blanche ondulée divisée en taches, qui forme un élément en forme de flèche ou de fer de lance (hastata signifie « en forme de lance » en latin). Les franges sont striées de noir et de blanc. Le motif de l'aile postérieure est similaire à celui de l'aile antérieure. Dans certaines formes, le ton noir est réduit à quelques taches noires.

### Variabilité
R. hastata est très variable et plusieurs races locales ont été décrites. La sous-espèce nominotypique R. h. hastata est grande, avec la bande médiane noire nettement brisée après son milieu, et des marques noires intenses. La forme laxata Krulik a les zones blanches encore plus élargies, la bande postmédiane blanche beaucoup plus large que d'habitude, les marques médianes noires rétrécies et disjointes, et pas de points noirs dans la bande postmédiane. La forme demolita Prout est encore plus extrême, la bande médiane noire se réduisant à une petite tache discocellulaire et une autre à la marge postérieure.

## Biologie

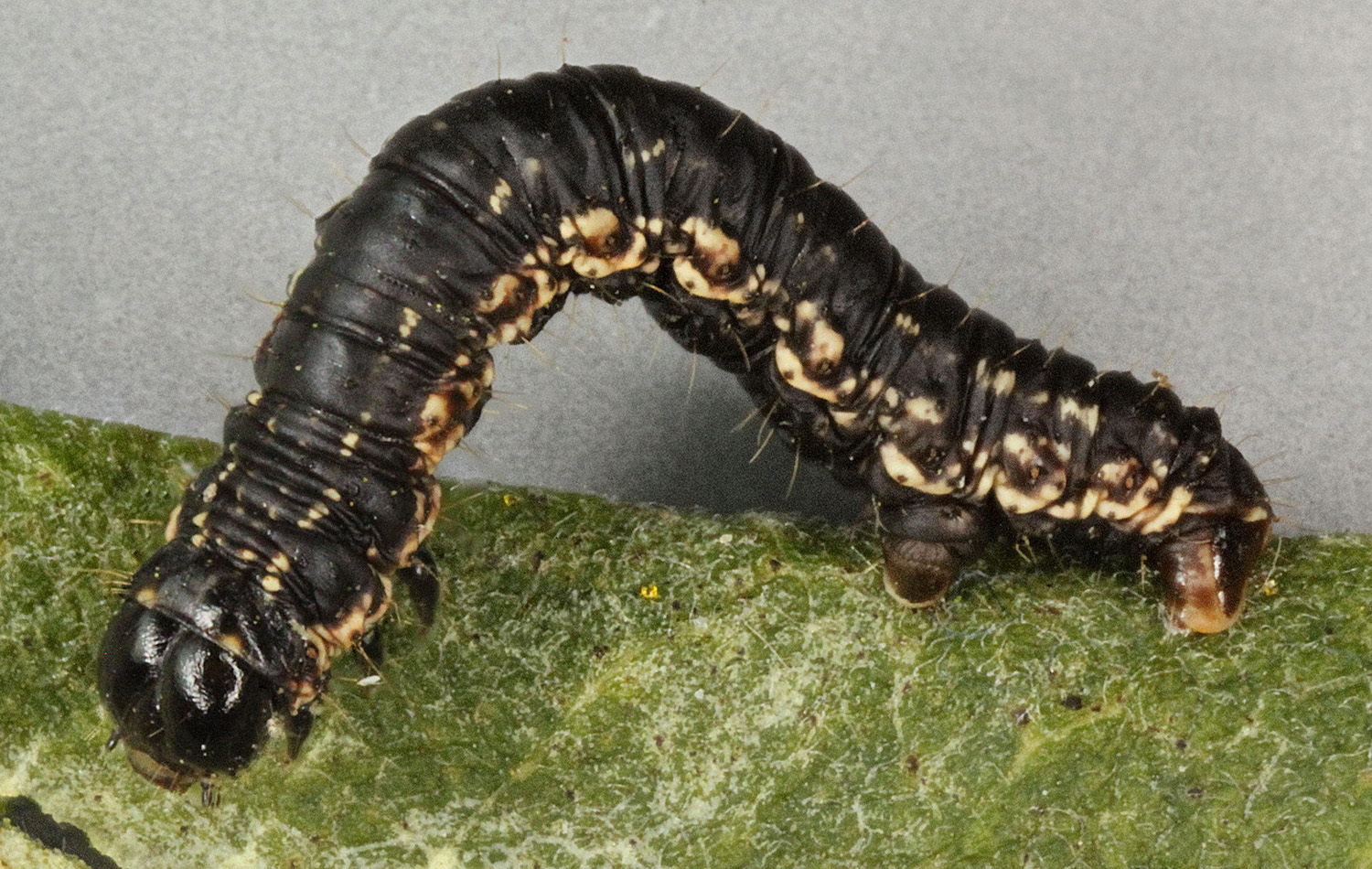
Chenille.

Cette espèce vit généralement dans les zones humides et les coteaux. 
Les chenilles filent ensemble les feuilles de leurs plantes hôtes (comme le bouleau et le piment royal) pour former leur cocon.

## Systématique
L'espèce a été décrite pour la première fois par le naturaliste suédois Carl Linnaeus dans sa 10e édition de Systema Naturae en 1758, sous le nom initial de Phalaena (Geometra) hastata.
En fonction des sources, plusieurs sous-espèces sont recensées : 
- Rheumaptera hastata hastata (Linnaeus, 1758)
- Rheumaptera hastata nigrescens[réf. souhaitée]
- Rheumaptera hastata thulearia[réf. souhaitée]
- Rheumaptera hastata gothicata (Guenée, [1858])[3]
- Rheumaptera hastata rikovskensis (Matsumura, 1925)[3]